# Les Ardillats
Les Ardillats és un municipi francès situat al departament del Roine i a la regió d'Alvèrnia-Roine-Alps. L'any 2007 tenia 539 habitants.

## Demografia

### Població
El 2007 la població de fet de Les Ardillats era de 539 persones. Hi havia 206 famílies de les quals 48 eren unipersonals (24 homes vivint sols i 24 dones vivint soles), 51 parelles sense fills, 95 parelles amb fills i 12 famílies monoparentals amb fills.
La població ha evolucionat segons el següent gràfic:
Habitants censats

### Habitatges
El 2007 hi havia 255 habitatges, 205 eren l'habitatge principal de la família, 23 eren segones residències i 26 estaven desocupats. 251 eren cases i 4 eren apartaments. Dels 205 habitatges principals, 173 estaven ocupats pels seus propietaris, 23 estaven llogats i ocupats pels llogaters i 10 estaven cedits a títol gratuït; 11 tenien dues cambres, 18 en tenien tres, 68 en tenien quatre i 109 en tenien cinc o més. 191 habitatges disposaven pel capbaix d'una plaça de pàrquing. A 89 habitatges hi havia un automòbil i a 107 n'hi havia dos o més.

### Piràmide de població
La piràmide de població per edats i sexe el 2009 era:
| Homes | Edats   | Dones |
| ----- | ------- | ----- |
| 0     | 95 o +  | 0     |
| 0     | 90 a 94 | 0     |
| 4     | 85 a 89 | 12    |
| 0     | 80 a 84 | 0     |
| 16    | 75 a 79 | 4     |
| 8     | 70 a 74 | 12    |
| 16    | 65 a 69 | 12    |
| 12    | 60 a 64 | 4     |
| 8     | 55 a 59 | 12    |
| 20    | 50 a 54 | 20    |
| 8     | 45 a 49 | 20    |
| 12    | 40 a 44 | 8     |
| 28    | 35 a 39 | 32    |
| 20    | 30 a 34 | 20    |
| 16    | 25 a 29 | 4     |
| 8     | 20 a 24 | 4     |
| 24    | 15 a 19 | 8     |
| 16    | 10 a 14 | 16    |
| 48    | 5 a 9   | 12    |
| 0     | 0 a 4   | 20    |

## Economia
El 2007 la població en edat de treballar era de 348 persones, 274 eren actives i 74 eren inactives. De les 274 persones actives 269 estaven ocupades (148 homes i 121 dones) i 5 estaven aturades (1 home i 4 dones). De les 74 persones inactives 31 estaven jubilades, 25 estaven estudiant i 18 estaven classificades com a «altres inactius».

### Ingressos
El 2009 a Les Ardillats hi havia 215 unitats fiscals que integraven 583 persones, la mediana anual d'ingressos fiscals per persona era de 18.042 €.

### Activitats econòmiques
Dels 25 establiments que hi havia el 2007, 1 era d'una empresa extractiva, 1 d'una empresa alimentària, 5 d'empreses de fabricació d'altres productes industrials, 4 d'empreses de construcció, 1 d'una empresa de comerç i reparació d'automòbils, 2 d'empreses de transport, 3 d'empreses d'hostatgeria i restauració, 1 d'una empresa d'informació i comunicació, 1 d'una empresa financera, 3 d'empreses de serveis, 2 d'entitats de l'administració pública i 1 d'una empresa classificada com a «altres activitats de serveis».
Dels 4 establiments de servei als particulars que hi havia el 2009, 1 era un guixaire pintor, 1 fusteria, 1 lampisteria i 1 restaurant.
L'any 2000 a Les Ardillats hi havia 39 explotacions agrícoles que ocupaven un total de 870 hectàrees.

## Equipaments sanitaris i escolars
L'únic equipament sanitari que hi havia el 2009 era una ambulància.
El 2009 hi havia una escola elemental.

## Poblacions més properes
El següent diagrama mostra les poblacions més properes.